# Petr Pokorný
Petr Pokorný (Brno, 21 aprile 1933 – Praga, 18 gennaio 2020) è stato un teologo, biblista e grecista ceco.

## Biografia
Dopo essersi diplomato in un liceo di Praga nel 1951, Petr Pokorný studiò teologia protestante a Praga, conseguendo anche il master. Consacrato pastore della Chiesa evangelica dei fratelli cechi (in ceco: Českobratrská církev evangelická), dopo il servizio militare fu nominato nel 1957 vicario nel distretto di Vinohrady a Praga e successivamente pastore nel distretto di Vršovice a Praga. Nel 1958 effettuò un soggiorno di studio a Bonn. Nel 1963 conseguì il dottorato in teologia, seguito nel 1964 da un soggiorno di studio a Oxford. Nel 1967 completò a Praga la sua abilitazione all'insegnamento di Studi biblici e Nuovo Testamento  e lavorò come lettore all'Università di Greifswald. Nel 1968 conseguì la laurea in Lettere, con una tesi di letteratura greca. Dal 1968 fu in servizio alla Facoltà protestante dell'Università Carolina di Praga, dapprima come assistente, poi dal 1970 come professore associato, infine dal 1972 come professore ordinario. Nel 1993 conseguì il dottorato in letteratura greca.
Dal 1990 al 1995, Pokorný fu vice-decano della Facoltà protestante e dal 1995 al 1998 decano. Nel 1999 divenne professore a tempo parziale e nel 2001 fu nominato direttore del Centro di Studi biblici dell'Università Carolina. Pokorný fu membro corrispondente dell'Accademia delle scienze di Gottinga. Nel 1994 divenne presidente della Studiorum Novi Testamenti Societas.
Pubblicò opere in ceco, inglese e tedesco.
Dal 1961 Petr Pokorný era sposato con Vera Kellerová; ebbe tre figlie e un figlio.

## Pubblicazioni principali

### Opere in tedesco
- Kirchenstruktur und Weltverantwortung (Evangelische Zeitstimmen 57). H. Reich, Hamburg-Bergstedt 1971
- Dein ist das Reich und die Kraft und die Herrlichkeit. World Alliance of Reformed Churches, Genf 1981
- Eros in der Gnosis, Eschatologie in der Gnosis, Pneuma. In W. Beltz (Hrsg.): Lexikon der letzten Dinge Pattloch, Augsburg 1993
- Pseudepigraphie I, Altes und Neues Testament. In Theologische Realenzyklopädie, Bd.XXVII (1997) Seite 645–655
- Der Brief des Paulus an die Kolosser, Evangelische Verlags-Anstalt, Berlin 1987
- Der Brief des Paulus an die Epheser, Evangelische Verlags-Anstalt, Berlin 1992
- Theologie der lukanischen Schriften, Vandenhoeck&Ruprecht, Goettingen 1998
- Einleitung in das Neue Testament. Seine Literatur und Theologie im Überblick (mit Ulrich Heckel), Tübingen 2007

### Opere in inglese
- The Genesis of Christology: Foundations for a Theology of the New Testament, Edinburgh: T. & T. Clark, 1987. ISBN 0567291448
- Jesus in the Eyes of His Followers: Newly Discovered Manuscripts and Old Christian Confessions, North Richland Hills, Tex.: BIBAL Press, 1998. ISBN 0941037657
- A Commentary on the Gospel of Thomas: From Interpretations to the Interpreted, New York: T & t Clark Ltd., 2009. ISBN 0567502503
- Hermeneutics as a Theory of Understanding, Grand Rapids: W.B. Eerdmans Pub., 2011. ISBN 0802827217
- From the Gospel to the Gospels. History, Theology and Impact of the Biblical Term 'Euangelion', Berlin: Walter de Gruyter, 2013. ISBN 3110300605

### Opere in ceco
- Píseň o perle, 1986 (ristampata nel 1998)
- Řecké dědictví v Orientu, 1993
- Apoštolské vyznání, 1994